# (4534) Rimskij-Korsakov
(4534) Rimskij-Korsakov ist ein Asteroid des Hauptgürtels, der am 6. August 1986 vom russischen Astronomen Nikolai Stepanowitsch Tschernych am Krim-Observatorium in Nautschnyj (IAU-Code 095) entdeckt wurde.
Der Asteroid wurde nach dem russischen Komponisten Nikolai Andrejewitsch Rimski-Korsakow (1844–1908) benannt.